# Ultra, je t'aime
 (juillet 2025).
Pour plus de détails, voir Fiche technique et Distribution.
Ultra, je t'aime est une adaptation cinématographique de Patrick Ledoux en 16 et 35mm du conte fantastique de Jean Ray Un tour de cochon tourné en 1968.